# Phryganogryllacris vinhphuensis
Phryganogryllacris vinhphuensis is een rechtvleugelig insect uit de familie Gryllacrididae. De wetenschappelijke naam van deze soort is voor het eerst geldig gepubliceerd in 2005 door Gorochov.